# Kras (FFH-Gebiet)
Das Fauna-Flora-Habitat-Gebiet Kras (deutsch: Karst) liegt im Westen Sloweniens. Das etwa 480 km² große Schutzgebiet erstreckt sich von der Gemeinde Miren-Kostanjevica im Norden entlang der slowenisch-italienischen Grenze bis zur kroatischen Grenze bei Koper im Süden. Es umfasst einen großen Teil des slowenischen Karstes. Entsprechend sind im Gebiet zahlreiche Karstformen und eine große Höhlendichte mit gut ausgeprägter Höhlenfauna zu finden. Die Kulturlandschaft ist vor allem von Trocken- und Magerrasen, Wacholderheiden sowie Schwarzkieferforsten und einigen naturnahen Waldbeständen geprägt. Im Südwesten ist der Naturraum des Karstes durch einen felsigen Steilabfall klar begrenzt. Eine botanische Besonderheit ist das Vorkommen der Nabelmiere Moehringia tommassinii.
Das FFH-Gebiet Kras überschneidet sich größtenteils mit dem gleichnamigen Vogelschutzgebiet. Auf italienischer Seite schließt das FFH-Gebiet Carso Triestino e Goriziano an.

## Schutzzweck

### Lebensraumtypen
Folgende Lebensraumtypen nach Anhang I der FFH-Richtlinie sind für das Gebiet gemeldet:
| EU Code | * | Lebensraumtyp (offizielle Bezeichnung)                           | Fläche |
| ------- | - | ---------------------------------------------------------------- | ------ |
| 5130    |   | Formationen von Juniperus communis auf Kalkheiden und -rasen     | 2.615  |
| 6110    | * | Lückige basophile oder Kalk-Pionierrasen (Alysso-Sedion albi)    | 11.047 |
| 62A0    |   | Östliche sub-mediterrane Trockenrasen (Scorzoneratalia villosae) | 10.110 |
| 8210    |   | Kalkfelsen mit Felsspaltenvegetation                             | 60     |
| 8310    |   | Nicht touristisch erschlossene Höhlen                            |        |
| 91K0    |   | Illyrische Rotbuchenwälder (Aremonio-Fagion)                     | 1.126  |
| 9340    |   | Wälder mit Quercus ilex und Quercus rotundifolia                 | 1      |

### Arteninventar
Folgende Arten von gemeinschaftlichem Interesse kommen im Gebiet vor:
| Bild                    | EU Code | * | Art                      | wissenschaftlicher Name     | Artengruppe    |
| ----------------------- | ------- | - | ------------------------ | --------------------------- | -------------- |
| Dohlenkrebs             | 1092    |   | Dohlenkrebs              | Austropotamobius pallipes   | Krebse         |
| Gelbbauchunke           | 1193    |   | Gelbbauchunke            | Bombina variegata           | Amphibien      |
| Spanische Flagge        | 1078    | * | Spanische Flagge         | Callimorpha quadripunctaria | Schmetterlinge |
|                         | 1088    |   | Großer Eichenbock        | Cerambyx cerdo              | Käfer          |
|                         | 1071    |   | Stromtal-Wiesenvögelchen | Coenonympha oedippus        | Schmetterlinge |
|                         | 4033    |   |                          | Erannis ankeraria           | Schmetterlinge |
|                         | 1074    |   | Hecken-Wollafter         | Eriogaster catax            | Schmetterlinge |
| Goldener Scheckenfalter | 1065    |   | Goldener Scheckenfalter  | Euphydryas aurinia          | Schmetterlinge |
|                         | 4104    |   | Adria-Riemenzunge        | Himantoglossum adriaticum   | Pflanzen       |
|                         | 4019    |   |                          | Leptodirus hochenwarti      | Käfer          |
| Hirschkäfer             | 1083    |   | Hirschkäfer              | Lucanus cervus              | Käfer          |
| Langflügelfledermaus    | 1310    |   | Langflügelfledermaus     | Miniopterus schreibersii    | Säugetiere     |
|                         | 1458    |   |                          | Moehringia tommasinii       | Pflanzen       |
| Trauerbock              | 1089    |   | Trauerbock               | Morimus funereus            | Käfer          |
|                         | 1307    |   | Kleines Mausohr          | Myotis blythii              | Säugetiere     |
|                         | 1316    |   | Langfußfledermaus        | Myotis capaccinii           | Säugetiere     |
| Wimperfledermaus        | 1321    |   | Wimperfledermaus         | Myotis emarginatus          | Säugetiere     |
| Großes Mausohr          | 1324    |   | Großes Mausohr           | Myotis myotis               | Säugetiere     |
| Grottenolm              | 1186    | * | Grottenolm               | Proteus anguinus            | Amphibien      |
| Mittelmeer-Hufeisennase | 1305    |   | Mittelmeer-Hufeisennase  | Rhinolophus euryale         | Säugetiere     |
|                         | 1303    |   | Kleine Hufeisennase      | Rhinolophus hipposideros    | Säugetiere     |
| Große Hufeisennase      | 1304    |   | Große Hufeisennase       | Rhinolophus ferrumequinum   | Säugetiere     |
| Wolfsfuß-Zwitterscharte | 4087    | * | Wolfsfuß-Zwitterscharte  | Serratula lycopifolia       | Pflanzen       |
| Alpen-Kammmolch         | 1167    |   | Alpen-Kammmolch          | Triturus carnifex           | Amphibien      |
| Schmale Windelschnecke  | 1014    |   | Schmale Windelschnecke   | Vertigo angustior           | Schnecken      |